# Ulrich Le Pen
Ulrich Le Pen (Auray, 21 januari 1974) is een voormalig Frans voetballer (middenvelder). Hij speelde onder andere voor Rennes, Ipswich Town en RC Strasbourg.

## Carrière
- 1990-1997: Rennes
- 1997-1999: Laval
- 1999-2001: FC Lorient
- 2001-2002: Ipswich Town
- 2002-2006: RC Strasbourg
- 2006-2009: FC Lorient
- 2009-2010: Laval